# Tlalocomyia stewarti
Tlalocomyia stewarti är en tvåvingeart som först beskrevs av William Higgins Coleman 1953.  Tlalocomyia stewarti ingår i släktet Tlalocomyia och familjen knott.
Artens utbredningsområde är Kalifornien. Inga underarter finns listade i Catalogue of Life.